# Palau de la Magdalena
El Palau de la Magdalena és a la península de la Magdalena, a Santander, Cantàbria (Espanya) i va ser construït entre els anys 1909 i 1911, per subscripció popular, com residència d'estiu de la família del rei Alfons XIII fins a l'any 1931 (proclamació de la Segona República Espanyola). Dissenyat pels arquitectes Javier González Riancho i Gonzalo Bringas Vega, va ser moblat el 1913, quan va ser inaugurat. El 1914 es van afegir les quadres, d'estil anglès amb teulades punxegudes de vessants pronunciats, entramats de fusta, etc.
Es tracta d'una obra eclèctica, que combina influències angleses, amb abundància de xemeneies, formes dels finestrals, així com aportis d'estil francès, com l'escalinata de doble tram de l'escala principal, l'asimetria dels cossos de l'edifici i també algunes pinzellades regionalistes.
L'edifici consta de dues entrades, una al Nord per a carruatges, amb pòrtic, i una altra al sud, que és la principal, amb dues torrasses de planta octogonal i una escalinata de trams dobles. El palau és de pedra de maçoneria amb cobertes d'esquist. En l'interior destaquen els salons de recepció conservant alguns quadres d'interès, d'autors com Benedito, Joaquim Sorolla i Bastida, Sotomayor, etc.
Des de 1932 organitza els cursos d'estiu de la Universitat Internacional Menéndez Pelayo.
Joan de Borbó va vendre el palau a l'Ajuntament de Santaner l'any 1977 per 150 milions de pessetes, essent alcalde Juan Hormaechea (Alianza Popular). Aquesta operació va estar envoltada per una forta polèmica, perquè els partits d'esquerra consideraven que havia estat la ciutat de Santander la que l'havia regalat a la Casa Reial el 1911.